# Беркли, Элизабет, 4-я баронесса Лайл из Кингстон Лайл
Элизабет де Беркли (англ. Elizabeth de Berkeley; 1386, замок Беркли, Глостершир, Королевство Англия — 28 декабря 1422) — английская аристократка, 4-я баронесса Лайл из Кингстон Лайл в своём праве (suo jure) с 1386 года, в браке — графиня Уорик с 1401 года. Дочь Томаса де Беркли, 5-го барона Беркли, жена Ричарда де Бошана, 13-го графа Уорика.

## Происхождение
Элизабет де Беркли родилась в 1386 году. Она стала единственным ребёнком Томаса де Беркли, 5-го барона Беркли (одного из самых могущественных и богатых баронов Англии), и Маргарет Лайл, 3-й баронессы Лайл из Кингстон Лайл в своём праве (suo jure). После смерти матери в 1392 году Элизабет унаследовала права на баронский титул и владения Лайлов в Уилтшире, Беркшире, Оксфордшире и в юго-западных графствах; впрочем, этими землями до своей смерти управлял её отец. 

## Биография
До 5 октября 1397 года Элизабет стала женой Ричарда де Бошана, с 1401 года — графа Уорика. В этом браке родились:
- Маргарет[англ.] (1404—1468), жена Джона Толбота, 1-го графа Шрусбери[4];
- Элеонора (родилась в 1407), жена Томаса де Роса, 8-го барона де Роса, и Эдмунда Бофорта, 2-го герцога Сомерсета[4];
- Элизабет (родилась в 1417), жена Джорджа Невилла, 1-го барона Латимера[4][7][6].

В 1417 году умер Томас Беркли. Обширные семейные владения, расположенные главным образом в Глостершире и южной части Валлийской марки, по условиям соглашения 1349 года следовало разделить между дочерью барона и его ближайшим родственником по мужской линии — племянником Джеймсом Беркли. Супруги Бошаны не согласились с таким разделом, заняли главные семейные резиденции, включая замок Беркли, и начали судебную тяжбу — одну из самых продолжительных в истории средневековой Англии, закончившуюся только в 1609 году. Элизабет смогла заручиться в этом конфликте поддержкой Джона Ланкастерского, герцога Бедфорда, а Джеймс — поддержкой Хамфри, герцога Глостерского. После смерти графини Джеймс всё же получил замок, но тяжба тянулась до 1609 года.
Титул барона Лайла из Кингстон Лайл после смерти Элизабет перешёл в состояние неопределённости, но в 1444 году был создан заново для её старшего внука Джона Толбота (с 1451 года — виконта Лайла).